# Радош Чубрић
Радош Чубрић (Краљево, 20. јануар 1934 — Краљево, 20. август 2017) био је југословенски бициклиста. Такмичио се у друмској трци (појединачно) и хронометру (тимски), на Летњим олимпијским играма 1972. у Минхену.